# Domaine du château de Layé et du Vieux-Château de Vinzelles
Le domaine du château de Layé et du Vieux-Château est un domaine situé sur le territoire de la commune de Vinzelles dans le département français de Saône-et-Loire et la région Bourgogne-Franche-Comté.

## Description
Ce domaine a la particularité d'accueillir deux châteaux : le château de Vinzelles, appelé aussi le Vieux-Château, et le château de Layé.

## Historique
Il fait l'objet d'une inscription au titre des monuments historiques depuis le 29 octobre 2003.